# Енергетик (Донецьк)
Енергетик — колишнє селище на сході України. Зараз є частиною міста Донецьк.

## Історія
Спочатку було засновано як селище енергетиків працюючих на Донецькому заводі Високовольтних опор та на Півделектромережбуд. Згодом селище перетворилося на повноцінну частину та місцевість Донецька.

## Промисловість
Тут розташоване підприємство електроенергетичної галузі України — Донецький завод Високовольтних опор. Він був заснований у 1943 році на базі «Донбасмережабуд». Це був цех з малою кількістю працівників та робочих. У 1963 отримав назву Мушкетівсткого заводу металоконструкцій. 1963 тут введено в дію новий цех гарячого цинкування потужність якого складала 20 тис. т. на рік. У 1964 завод постачає свою продукцію в інші країни світу. Завод передав 45 тис. т. металоконструкцій для потужностей ГЕС у місті Асуан в Єгипті. Підприємство постачало свою продукцію в Кубу, Сирію, Ірак, Вߴєтнам, Пакистан, Індію, Лівію, Афганістан, Ісландію, Німеччину, Фінляндію, Росію та в інші країни світу. Тільки у 1970 отримав сучасну назву. У період СРСР було виготовлено понад 1 млн т. металоконструкцій ліній електропередачі, відкритих розподільчих установок, антен, веж та інших металоконструкцій. У 1994 році став Відкритим Акціонерним Товариством, но у 2004 переформувався у Закрите акціонерне товариство. Кількість робочих на 2007 рік — 600 осіб. До війни було провідним з виробництва болтових металічних опор ліній електропередачі напругою від 35 до 1150 кВ. З початком війни підприємство було приостановленно

## Транспорт
Вантажно-пасажирська залізнична станція Донецької дирекції Донецької залізниці — Мушкетове. Розташована у колишньому селі Мушкетове, неподалік від Богодухівської балки в Калінінському районі Донецька, Донецька область, на лінії Ясинувата-Пасажирська — Ларине між станціями Донецьк II (4 км) та Чумакове (4 км). Є тупиково-вузловим пунктом, по якому змінюють напрям руху потяги приміського сполучення Ясинувата — Іловайськ — Макіївка-Вантажна